# Psidium scopulorum
Psidium scopulorum là một loài thực vật có hoa trong Họ Đào kim nương. Loài này được Ekman & Urb. miêu tả khoa học đầu tiên năm 1928.